# 芒特維申 (紐約州)
芒特維申（英語：Mount Vision）是位於美國紐約州奧齊戈縣的普查規定居民點。

## 人口
根據2020年美國人口普查的數據，芒特維申的面積為3.92平方千米，皆為陸地。當地共有人口171人，而人口密度為每平方千米43.62人。